# شهر متروکه (ترانه بنسون بون)
«شهر متروکه» (انگلیسی: Ghost Town) ترانه‌ای از خواننده و ترانه‌پرداز آمریکایی، بنسون بون است که در ۱۵ اکتبر ۲۰۲۱ از طریق نایت استریت رکوردز منتشر شد. این قطعه توسط بون، جی‌تی دیلی، نولان سایپ و توشار آپته نوشته شده و تهیه‌کنندگی آن را جی‌تی دیلی بر عهده داشته است. «شهر متروکه» در جدول موسیقی نروژ به رتبهٔ نخست رسید و در دانمارک وارد ۱۰ ترانهٔ برتر و در سوئد جزو ۲۰ ترانهٔ برتر شد. این ترانه در ۸ ژوئن ۲۰۲۲ از سوی انجمن صنعت ضبط موسیقی آمریکا گواهی طلا دریافت کرد. این ترانه در نخستین آلبوم استودیویی بنسون بون با عنوان آتش‌بازی و رول‌بلیدها نیز گنجانده شده است.

## پیش‌زمینه
بنسون بون در رسانه‌ها اغلب «ستارهٔ تیک‌تاک» نامیده می‌شود و بیش از ۲ میلیون دنبال‌کننده در این پلتفرم دارد. او در سال ۲۰۲۱ در فصل نوزدهم مسابقهٔ امریکن آیدل شرکت کرد و موفق به دریافت بلیت طلایی برای حضور در هالیوود شد، اما به صورت داوطلبانه از ادامهٔ رقابت انصراف داد؛ زیرا احساس می‌کرد این برنامه با شخصیت او سازگار نیست. پس از آن، با ناشر نایت استریت رکوردز که متعلق به دن رینولدز (خوانندهٔ گروه ایمجین درگنز) است قرارداد بست و ترانهٔ «شهر متروکه» را منتشر کرد.